# Pentagon (musikgrupp)
För andra betydelser, se Pentagon (olika betydelser).
Pentagon (hangul: 펜타곤) är ett sydkoreanskt pojkband bildat år 2016 av Cube Entertainment.
Gruppen består av de nio medlemmarna Jinho, Hui, Hongseok, Shinwon, Yeo One, Yan An, Yuto, Kino och Wooseok. Yan An har tagit en paus från gruppen på grund av hälsoskäl.

## Medlemmar
| Artistnamn   | Artistnamn | Födelsenamn             | Födelsedatum     |
| Romanisering | Hangul     | Romanisering            | Födelsedatum     |
| ------------ | ---------- | ----------------------- | ---------------- |
| Jinho        | 진호       | Jo Jin-ho (조진호)      | 17 april 1992    |
| Hui          | 후이       | Lee Hoe-taek (이회택)   | 28 augusti 1993  |
| Hongseok     | 홍석       | Yang Hong-seok (양홍석) | 17 april 1994    |
| Shinwon      | 신원       | Ko Shin-won (고신원)    | 11 december 1995 |
| Yeo One      | 여원       | Yeo Chang-gu (여창구)   | 27 mars 1996     |
| Yanan        | 옌안       | Yan An (闫按)           | 25 oktober 1996  |
| Yuto         | 유토       | Adachi Yuto (安達祐人)  | 23 januari 1998  |
| Kino         | 키노       | Kang Hyung-gu (강형구)  | 27 januari 1998  |
| Wooseok      | 우석       | Jung Woo-seok (정우석)  | 31 januari 1998  |

## Diskografi

### Album
| Albuminformation                                                  | Topplacering          | Topplacering   | Topplacering            |
| Albuminformation                                                  | Sydkorea (Gaon Chart) | Japan (Oricon) | USA/Världen (Billboard) |
| Koreanska                                                         | Koreanska             | Koreanska      |                         |
| ----------------------------------------------------------------- | --------------------- | -------------- | ----------------------- |
| Pentagon (EP-skiva) - Släppt: 10 oktober 2016                     | 7                     | —              | —                       |
| Five Senses (EP-skiva) - Släppt: 7 december 2016                  | 5                     | —              | —                       |
| Ceremony (EP-skiva) - Släppt: 12 juni 2017                        | 6                     | —              | 14                      |
| Demo_01 (EP-skiva) - Släppt: 6 september 2017                     | 8                     | 99             | 5                       |
| Demo_02 (EP-skiva) - Släppt: 22 november 2017                     | 8                     | —              | —                       |
| Positive (EP-skiva) - Släppt: 2 april 2018                        | 6                     | —              | 10                      |
| Thumbs Up! (EP-skiva) - Släppt: 10 september 2018                 | 4                     | 47             | —                       |
| Genie:us (EP-skiva) - Släppt: 27 mars 2019                        | 5                     | —              | 15                      |
| Sum(me:r) (EP-skiva) - Släppt: 17 juli 2019                       | 4                     | 49             | 12                      |
| Universe: The Black Hall (Studioalbum) - Släppt: 12 februari 2020 | 3                     | 14             | —                       |
| We:th (EP-skiva) - Släppt: 12 oktober 2020                        | 4                     | 16             | —                       |
| Love or Take (EP-skiva) - Släppt: 15 mars 2021                    | 3                     | 15             | —                       |
| Japanska                                                          |                       |                |                         |
| Gorilla (EP-skiva) - Släppt: 29 mars 2017                         | —                     | 3              | —                       |
| Violet (EP-skiva) - Släppt: 17 januari 2018                       | —                     | 4              | —                       |
| Shine (EP-skiva) - Släppt: 29 augusti 2018                        | —                     | —              | —                       |

### Singlar
| År   | Titel                          | Topplacering          | Topplacering   | Topplacering |
| År   | Titel                          | Sydkorea (Gaon Chart) | Japan (Oricon) | USA          |
| ---- | ------------------------------ | --------------------- | -------------- | ------------ |
| 2016 | "Young" (젊어)                 | —                     | —              | —            |
| 2016 | "Find Me" (나를 찾아줘)        | —                     | —              | —            |
| 2016 | "Gorilla" (고릴라)             | 236                   | —              | —            |
| 2016 | "Can You Feel It" (감이 오지)  | —                     | —              | —            |
| 2017 | "Pretty Pretty" (예쁨)         | —                     | —              | —            |
| 2017 | "Beautiful"                    | —                     | —              | —            |
| 2017 | "Critical Beauty" (예뻐죽겠네) | —                     | —              | —            |
| 2017 | "Like This"                    | —                     | —              | —            |
| 2017 | "Please Stay" (머물러줘)       | —                     | —              | —            |
| 2017 | "Runaway"                      | —                     | —              | —            |
| 2018 | "Shine"                        | 27                    | —              | 10           |